# Ordem da Coragem
A Ordem da Coragem (em russo: Орден Мужества; Orden Muzhestva) é uma condecoração estatal da Federação Russa, instituída pelo Decreto Presidencial nº 442, de 2 de março de 1994. O design da medalha foi criado por Evgeniy Ukhnaliov, artista do povo da Federação Russa.
A ordem é concedida a cidadãos russos que demonstrem abnegação, coragem e bravura na proteção da ordem pública, no combate ao crime, no resgate de pessoas durante desastres naturais, incêndios, acidentes e outras situações de emergência. Também é conferida por ações ousadas e decisivas durante o cumprimento de deveres militares, civis ou funcionais em circunstâncias que envolvam risco de vida.
Em situações previstas pelo estatuto da ordem, cidadãos estrangeiros também podem ser agraciados. Entre 2014 e 2015, o número de condecorações ultrapassou 100 mil. A premiação pode ser repetida, e há registros de agraciados múltiplas vezes, incluindo seis condecorações.

## História

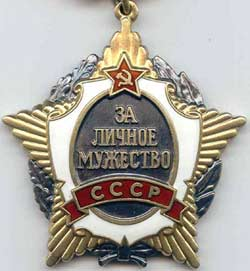
A Ordem "Pela Coragem Pessoal"

O Decreto do Presidium do Soviete Supremo da URSS de 28 de dezembro de 1988 instituiu a Ordem "Pela Coragem Pessoal". Segundo o jurista M. A. Rogov, o estatuto da condecoração previa o reconhecimento de cidadãos soviéticos por atos de coragem e bravura demonstrados no salvamento de pessoas, na proteção da ordem pública e da propriedade socialista, no combate ao crime, a desastres naturais e a outras situações de emergência.
Em 25 de dezembro de 1991, a RSFSR foi oficialmente renomeada como Federação Russa. No dia seguinte, em 26 de dezembro, a URSS deixou de existir, e a Rússia tornou-se um Estado independente. Em 21 de abril de 1992, o Congresso dos Deputados do Povo da Rússia confirmou oficialmente o novo nome, com a mudança entrando em vigor após publicação em 16 de maio do mesmo ano. Pelo Decreto nº 2424-1 do Presidium do Soviete Supremo da Federação Russa, de 2 de março de 1992, foi decidido manter temporariamente algumas condecorações do período soviético — entre elas, a Ordem "Pela Coragem Pessoal" — até a criação de um novo sistema de premiações estatais.
O Decreto Presidencial nº 442, de 2 de março de 1994, "Sobre as condecorações estatais da Federação Russa", instituiu a Ordem da Coragem, juntamente com outras distinções. O historiador e doutor em História A. I. Goncharov descreve essa ordem como equivalente à antiga Ordem "Pela Coragem Pessoal" da era soviética. Algumas fontes destacam que a Ordem da Coragem tornou-se, na prática, sua sucessora, pois os estatutos de ambas compartilham diversas semelhanças.

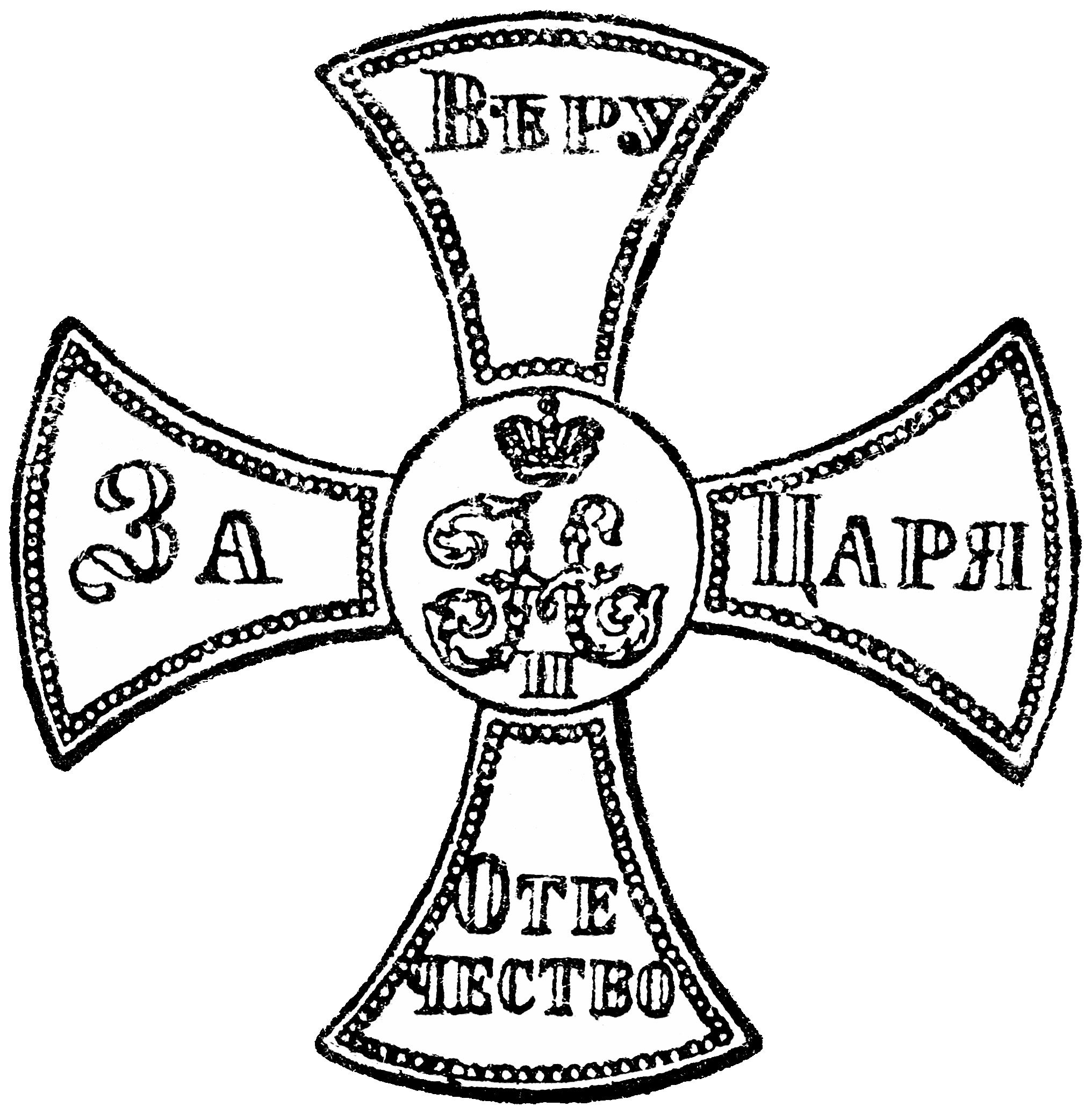
Imagem da cruz da milícia no "bilhete da milícia" da época de Nicolau II

Durante a criação da Ordem da Coragem, houve debates tanto sobre a forma da premiação quanto sobre seu nome. Assim, A. I. Goncharov observa que um dos nomes provisórios da nova condecoração foi "Ordem do 'Coração Ardente'", em analogia com a medalha americana "Coração Púrpuro". No desenvolvimento dos esboços participaram o notável artista A. M. Averbakh, o chefe do Departamento de Pesquisa do Museu Histórico Estatal V. A. Durov, o doutor em História Kir Mozheiko e o candidato a doutor em História P. K. Kornakov. A forma do distintivo da ordem foi sugerida pelo presidente do Conselho Heráldico junto ao Presidente da Federação Russa — o mestre-heraldista Georgiy Vilynbakhov, enquanto o esboço final do distintivo foi criado pelo artista popular da Federação Russa Evgeniy Uhnalyev (1931-2015), que também é conhecido por ser o autor do atual brasão de armas da Federação Russa, dos símbolos da autoridade presidencial e de várias das mais altas condecorações estatais russas.
A base do distintivo da Ordem da Coragem foi a "Cruz de Ruppert", ou seja, uma cruz inscrita em um círculo. Forma semelhante era usada em vários símbolos da armada imperial russa, em particular, as cruzes de milicianos de 1812 e 1855, e o distintivo da Academia Militar Alexandrov. No entanto, como observa Goncharov, "essa forma nunca foi característica das ordens russas". Uhnalyev sugeriu colocar no distintivo da ordem um brasão de armas sobreposto dourado, mas a situação econômica na Rússia no início dos anos 1990 não permitiu ao artista realizar completamente o projeto, já que a fabricação da Ordem da Coragem dessa forma aumentaria significativamente o custo da condecoração. De acordo com Goncharov, essa modificação "teria dado ao distintivo uma solenidade e harmonia adicionais", mas a sua rejeição levou ao fato de que, no modelo final, o brasão de armas, representado na parte central do distintivo, devido ao seu tamanho pequeno, "praticamente 'se perdeu' entre os raios em relevo que se expandem a partir dele".

## Estatuto

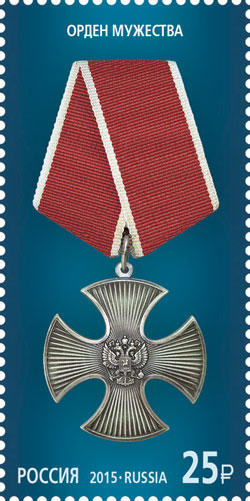
A Ordem da Coragem em um selo postal russo de 2015 da série "Prêmios Estatais da Federação Russa"

Segundo o estatuto da condecoração, aprovado pelo Decreto do Presidente da Federação Russa de 7 de setembro de 2010, nº 1099 "Sobre medidas para o aperfeiçoamento do sistema estatal de condecorações da Federação Russa" (com redação atualizada pelo decreto de 19 de novembro de 2021, nº 665), a Ordem da Coragem é concedida a cidadãos da Federação Russa que demonstrem dedicação, coragem e bravura na proteção da ordem pública, no combate ao crime, no salvamento de pessoas em situações de emergência, bem como por ações ousadas e decisivas realizadas no cumprimento do dever militar, civil ou funcional em condições que envolvam risco à vida.
O estatuto também prevê que cidadãos de outros países podem ser agraciados com a ordem, caso demonstrem dedicação, coragem e bravura ao salvar cidadãos russos em situações de emergência.
A concessão da Ordem da Coragem pode ser feita postumamente. Um indivíduo agraciado com três Ordens da Coragem pode ser indicado ao título de Herói da Federação Russa, caso realize mais um ato heroico ou outro feito corajoso e abnegado.
O distintivo da Ordem da Coragem é usado no lado esquerdo do peito e, se houver outras ordens russas, deve ser posicionado após a Ordem de Nakhimov. O estatuto permite o uso de uma miniatura da ordem em ocasiões especiais ou no uso diário sobre roupas civis, posicionada também após a miniatura da Ordem de Nakhimov.
Quando usada com uniforme, a fita da ordem em forma de barra é colocada após a fita da Ordem de Nakhimov. Em roupas civis, a fita é usada em forma de roseta, fixada no lado esquerdo do peito.

## Descrição

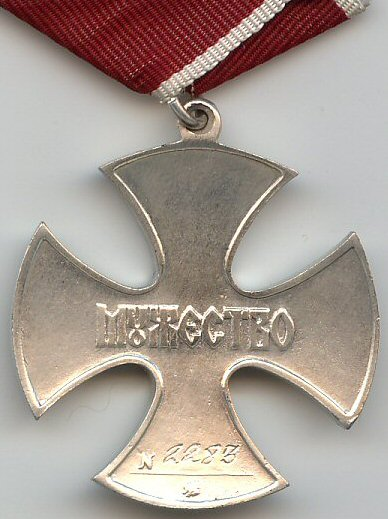
O reverso do distintivo da ordem

O distintivo da Ordem da Coragem é feito de prata e apresenta uma cruz de braços iguais com extremidades arredondadas, borda em relevo e raios também em relevo. No centro da cruz há a imagem em relevo do brasão de armas da Federação Russa.
No reverso do distintivo, há uma inscrição em relevo na horizontal com a palavra "CORAGEM" (em russo: «МУЖЕСТВО»; "MUZHESTVO"), escrita em letras estilizadas, além do número da condecoração. A borda também possui acabamento em relevo. A distância entre as extremidades da cruz é de 40 milímetros.
O distintivo é preso a uma base pentagonal coberta por uma fita de seda moiré vermelha com listras brancas nas bordas. A fita tem 24 milímetros de largura, e cada listra branca mede 2 milímetros.
A miniatura da Ordem da Coragem também é usada sobre uma base. A cruz mede 15,4 milímetros entre as extremidades, a altura da base (do vértice inferior até o centro da parte superior) é de 19,2 mm, o lado superior mede 10 mm, cada lado inclinado mede 16 mm, e os lados inferiores que formam o vértice medem 10 mm cada.
Quando usada com uniforme, a fita da ordem aparece em forma de barra com 8 mm de altura e 24 mm de largura. Para uso civil, a fita é usada em forma de roseta com uma miniatura prateada do distintivo no centro. A cruz da miniatura mede 13 mm de ponta a ponta, e o diâmetro da roseta é de 15 mm.

## Premiados

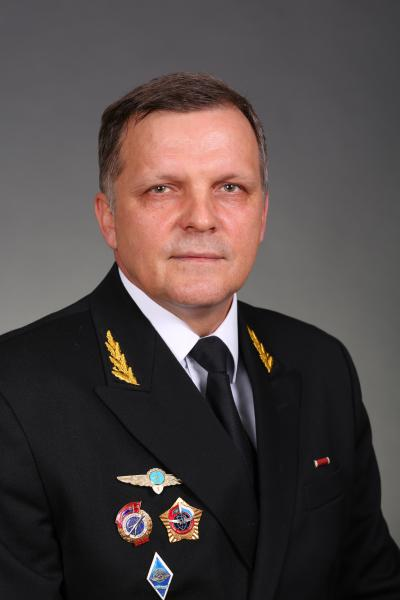
Um dos dois primeiros detentores da Ordem da Coragem, o piloto Valery Ostapchuk

Segundo a publicação Kommersant Vlast, a Ordem da Coragem é considerada "a ordem mais comum da Rússia contemporânea"; de acordo com a estimativa da revista, até 2014 mais de 80 mil pessoas haviam sido condecoradas. Diversas fontes apontam que o número total de condecorações já ultrapassou 100 mil. Entre os militares russos, a ordem é popularmente apelidada de "muzhik" (homem, sujeito).
A  legislação da Federação Russa não prevê benefícios especiais para os condecorados com a Ordem da Coragem. Entretanto, militares que a recebem têm direito a um pagamento único equivalente a dois salários quando se desligam das Forças Armadas.
A primeira condecoração com a Ordem da Coragem ocorreu em 11 de novembro de 1994. Por decreto do presidente Boris Iéltsin, foram homenageados dois tripulantes do esquadrão aéreo unificado de Naryan-Mar, pertencente à administração regional de transporte aéreo de Arkhangelsk, por sua coragem e bravura no resgate de pessoas a bordo do navio Yakhroma, em perigo no Mar de Barents. Foram condecorados o vice-comandante Valery Evgenyevich Ostapchuk e o comandante de helicóptero Valery Pavlovich Afanasyev. As condecorações foram entregues pelo governador do Okrug Autônomo de Nenets, Yuri Komarovsky, na sede da administração regional em Narian-Mar.
Entre os condecorados com a Ordem da Coragem estão, em sua maioria, militares, agentes das forças de segurança e socorristas. Segundo a revista Kommersant Vlast, a grande maioria dos agraciados com a medalha participou de combates no Cáucaso do Norte. Durante a Batalha de Grozni, em janeiro de 1995, por exemplo, todos os soldados mortos ou feridos foram automaticamente indicados para receber a ordem, independentemente de seus méritos individuais em combate.
Civis também costumam ser condecorados, inclusive postumamente. Ao longo dos anos, receberam a ordem médicos como o pediatra e cirurgião Leonid Roshal, figuras públicas como o diplomata Vitaly Churkin, artistas como o cantor Iosif Kobzon, jornalistas como Evgeny Poddubny, além de repórteres mortos durante a guerra em Donbass, como Igor Kornelyuk, Anton Voloshin, Anatoly Klyan e Andrei Stenin. Também foram condecorados o tenista Andrei Chesnokov e o professor Andrei Kirillov, morto durante um tiroteio em uma escola de Moscou.
O mais jovem condecorado com a Ordem da Coragem — e também a pessoa mais jovem da história russa a receber uma condecoração estatal — foi Evgeniy Tabakov, de apenas 7 anos. Ele recebeu a ordem postumamente após ser assassinado em 28 de novembro de 2008 ao tentar proteger sua irmã mais velha, Yana, de um estuprador que invadiu o apartamento da família.

### Prêmios em grupo

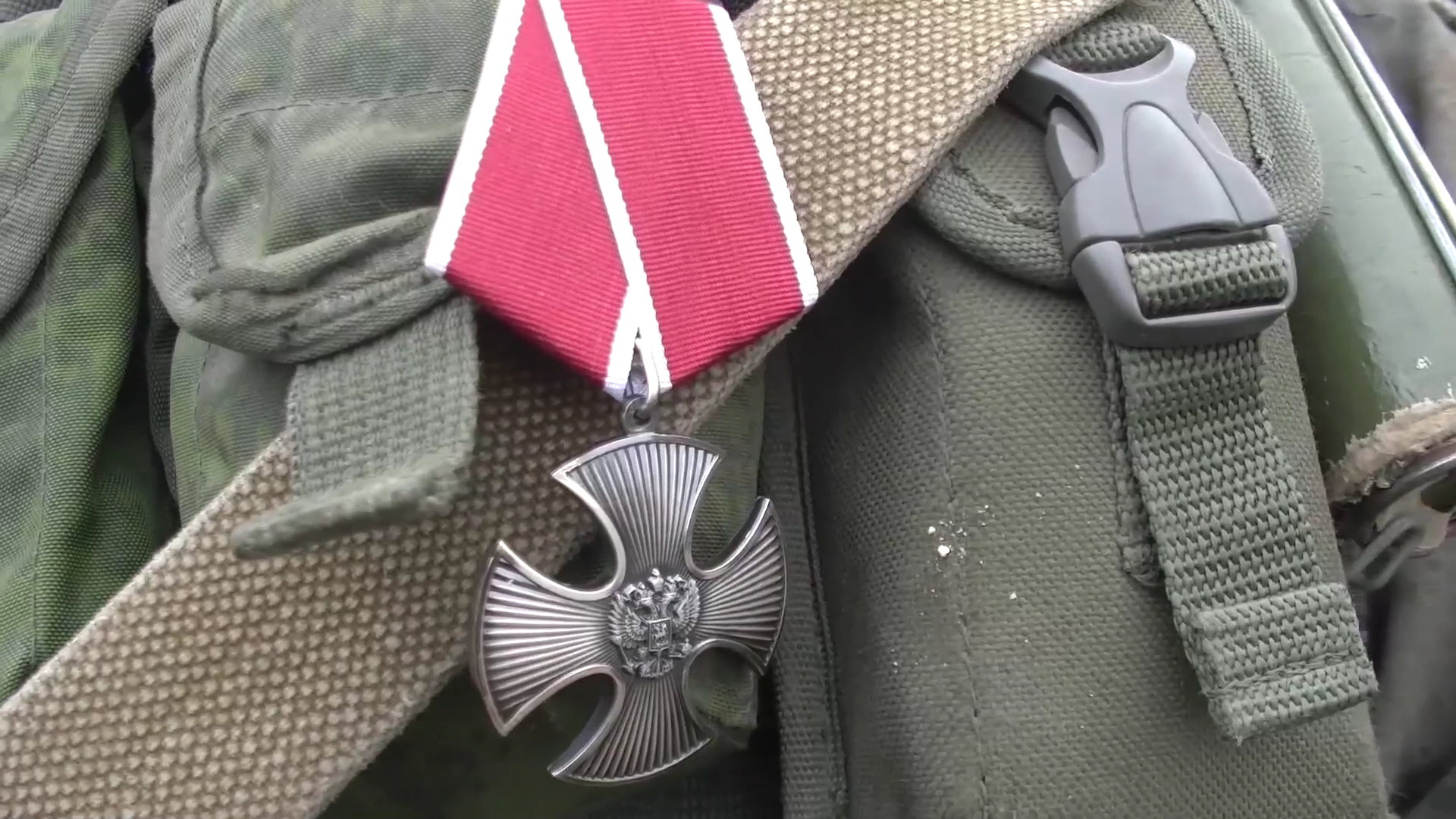
A Ordem da Coragem em um uniforme de campo após a premiação

A primeira concessão em massa da Ordem da Coragem ocorreu durante a Primeira Guerra da Chechênia: todo o efetivo do 3º Batalhão Paraquedista Reforçado do 137º Regimento Paraquedista da Guarda, que atuou na Chechênia entre 1º de dezembro de 1994 e 21 de março de 1995, foi condecorado. A unidade ficou conhecida como o "Batalhão da Coragem".
Outras condecorações coletivas notáveis incluem:
- Em 22 de outubro de 1998, foram condecorados postumamente os 98 tripulantes do submarino soviético K-129, desaparecido em março de 1968 próximo ao Havaí;[28]
- Em 5 de julho de 1999, mais de 500 tripulantes do couraçado “Novorossiysk” (afundado em 29 de outubro de 1955) e 117 marinheiros envolvidos nos resgates foram agraciados;[29][30][31]
- Em agosto de 1999, 31 paraquedistas russos receberam a honraria por sua participação na marcha de Bósnia até Kosovo;[32]
- Em março de 2000, 68 militares da 6.ª Companhia do 2.º Batalhão do 104.º Regimento Paraquedista de Guardas foram condecorados pelo combate no Morro 776 — 63 deles, postumamente;[9][33][34]
- Em 26 de agosto de 2000, os 117 tripulantes do submarino “Kursk”, que afundou em 12 de agosto, foram homenageados postumamente.[35][36]

### Cavaleiros da Ordem
Como o estatuto da Ordem da Coragem permite múltiplas concessões, existem condecorados que receberam a honraria mais de uma vez. Há registros de pessoas que foram agraciadas duas, três, quatro e até seis vezes com a Ordem da Coragem. O pesquisador K. A. Shchegolev, em sua obra Ordens Contemporâneas da Rússia. Tradições e Continuidade (2009), apontava que, até 2003, 716 pessoas haviam recebido a condecoração múltiplas vezes — sendo 682 delas duas vezes (56 postumamente) e 35, três vezes. Ele ainda publicou uma lista com 32 triplo condecorados, destacando, no entanto, que não conseguiu compilar um levantamento completo. Por sua vez, o deputado Nikolai Bezborodov afirmou que, até 20 de dezembro de 2001, 850 pessoas já tinham sido agraciadas duas vezes com a Ordem da Coragem.
Entre os condecorados com a ordem por quatro vezes, destacam-se:
- Coronel Andrei Valentinovich Volovikov, piloto militar e Herói da Federação Russa;[15][39][40]
- Tenente-coronel Aleksandr Sergeevich Kuznetsov, Herói da Federação Russa;[41]
- Coronel Sergei Vladimirovich Militsky, agente da Unidade "A" (Alfa) do FSB;[15]
- Coronel da polícia Alexei Viktorovich Novgorodov, do Ministério dos Assuntos Internos da Rússia;[15]
- Coronel Aleksandr Valerievich Smirnov, da Unidade "V" (Vympel) do FSB (quarta condecoração, postumamente);[42]
- Capitão de 1ª classe Nikolai Ivanovich Filin, testador de tecnologias navais profundas e Herói da Federação Russa (quarta condecoração, postumamente);[43]
- Coronel da polícia Alihan Garmanovich Tsakaev, comandante do OMON da Guarda Nacional na Chechênia.[44]

Também são conhecidos condecorados com seis Ordens da Coragem:
- Tenente-coronel Dmitry Valerievich Utkin, comandante do Grupo Wagner e Herói da Federação Russa;[45][46]
- Nikolai Viktorovich Budko, também comandante do Grupo Wagner e Herói da Federação Russa.[47]

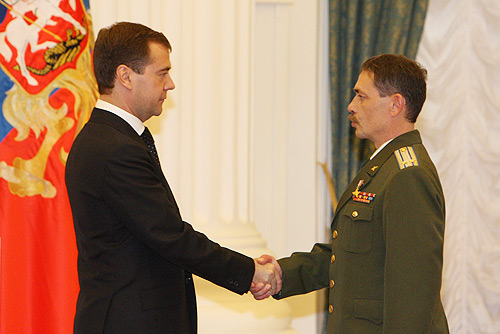
O presidente russo Dmitri Medvedev e o quatro vezes condecorado com a Ordem da Coragem Andrei Volovikov, 15 de outubro de 2008
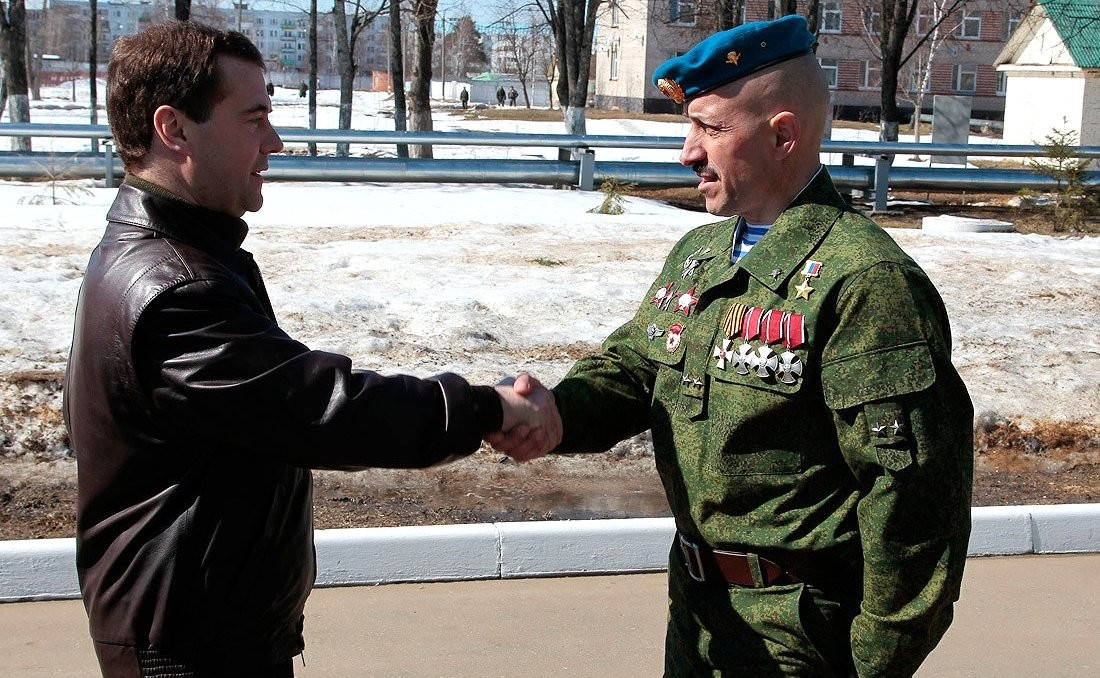
O presidente russo Dmitri Medvedev e o triplo condecorado com a Ordem da Coragem Anatoly Lebed, 4 de abril de 2011
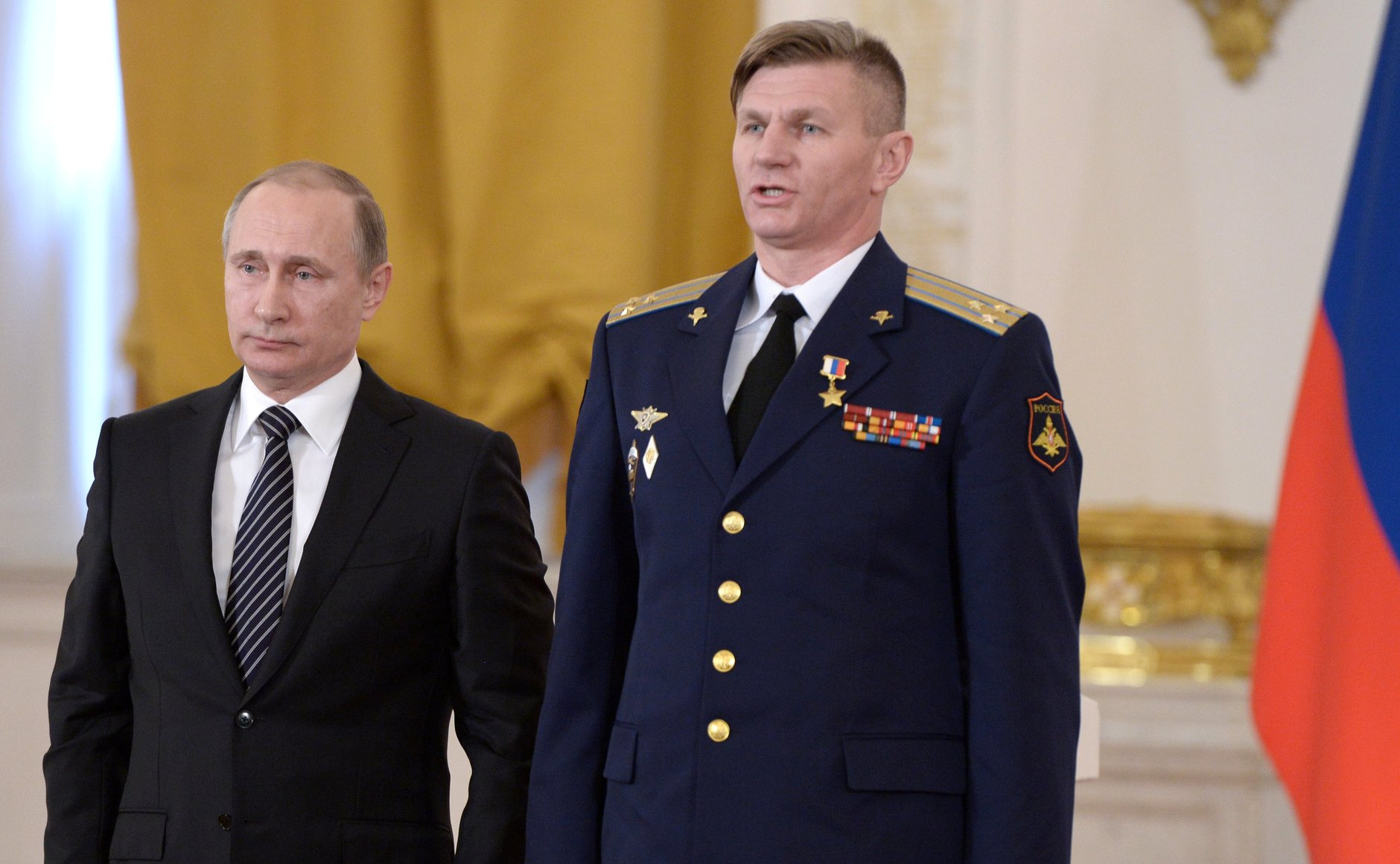
O presidente russo Vladimir Putin e o triplo condecorado com a Ordem da Coragem Vadim Baikulov, 17 de março de 2016

## Influência heráldica
Ao mesmo tempo que o Ordem da Coragem foi instituída, também foi criada a medalha "Por Salvar uma Vida", cujo projeto foi elaborado por P. K. Kornakov. Segundo a descrição oficial da medalha, aprovada pelo Decreto Presidencial da Federação Russa nº 1099 de 7 de setembro de 2010, o anverso da medalha exibe "uma imagem em relevo da insígnia da Ordem da Coragem".
O pesquisador A. I. Goncharov chama atenção para a conexão entre a Ordem da Coragem e a medalha, apontando outras similaridades. Ele destaca: "A combinação das cores branca e vermelha da fita da medalha 'Por Salvar uma Vida' é idêntica à da fita da Ordem da Coragem. Assim, a imagem da insígnia da ordem no anverso da medalha e o uso das mesmas cores da fita da ordem indicam uma ligação direta entre as duas condecorações". Segundo ele, esse paralelo levou alguns especialistas a sugerirem a renomeação da medalha para "Medalha da Coragem" ou "Medalha da Ordem da Coragem".
As cores da fita da Ordem da Coragem também são utilizadas na fita da medalha russa "Por Bravura".